# Ctenactis
Ctenactis is een geslacht van neteldieren uit de klasse van de Anthozoa (bloemdieren).

## Soorten
- Ctenactis albitentaculata Hoeksema, 1989
- Ctenactis crassa (Dana, 1846)
- Ctenactis echinata (Pallas, 1766)